# Mastigophorus
Mastigophorus (лат.) — род чешуекрылых из подсемейства совок-пядениц.

## Описание
Щупики наклонно поднимающиеся и резко наклоняются назад, достигая груди. Усики реснитчато опушенные. Крылья узкие с острым краем, их размах от 18 до 28 мм.

## Систематика
В состав рода включают 9 видов:
- Mastigophorus asynetalis Dyar, 1918
- Mastigophorus augustus Schaus, 1916
- Mastigophorus demissalis (Möschler, 1890)
- Mastigophorus evadnealis Schaus, 1913
- Mastigophorus jamaicalis Schaus, 1916
- Mastigophorus majoralis Schaus, 1916
- Mastigophorus marima (Felder & Rogenhofer, 1875)
- Mastigophorus nomius Schaus, 1916
- Mastigophorus parra Poey, 1832

## Распространение
Представители рода встречаются в Мексике, Центральной Америке, на Карибских островах и севере Южной Америки.